# Fausto Salvatori
Fausto Salvatori (* 20. Januar 1870 in Rom; † 3. Juni 1929 ebenda) war ein italienischer Schriftsteller und Librettist.
Salvatori besuchte das Collegio degli orfani der Kirche Santa Maria in Aquiro. 1906 wurde er bei einem Wettbewerb der Società Editrice Sonzogno mit einer ehrenden Erwähnung für das Gedicht La festa del grano ausgezeichnet, das von Pietro Mascagni vertont wurde. Neben weiteren lyrischen Werken verfasste er mehrere Opernlibretti: 1919 schrieb er Inno a Roma, das von Giacomo Puccini komponiert wurde, 1923 das Libretto zu La bella e il mostro von Luigi Ferrari Trecate und 1927 für Vittorio Gui das Libretto La fata Malerba. Außerdem verfasste er Vorlagen und Drehbücher zu einigen Filmen der frühen 1920er Jahre.